# Daniel Gillies
Pour les articles homonymes, voir Gillies.
Daniel Gillies, né le 14 mars 1976 à Winnipeg, au Canada, est un acteur, producteur, réalisateur et scénariste canado-néo-zélandais.
Il est surtout connu pour incarner Elijah Mikaelson dans les séries américaines Vampire Diaries (2010-2013) et The Originals (2013-2018). Il a également joué le rôle du Dr Joel Goran dans la série canadienne Saving Hope, de 2012 à 2017.

## Biographie

### Enfance et formation
Né à Winnipeg, au Canada, Daniel Gillies a cinq ans lorsque ses parents décident de retourner vivre en Nouvelle-Zélande. Il vit à Invercargill puis à Hamilton.
Son père est pédiatre et sa mère est infirmière. Il a étudié à l'école Unitec School of Performing Arts.
Frustré par le faible taux de réussite dans le show-business en Nouvelle-Zélande, il s'installe à Sydney, en Australie, pendant six semaines, puis retourne au Canada pendant deux mois, où il travaille comme serveur et plongeur, puis  il décide alors de s'installer à Los Angeles, en Californie. 

### Vie privée
Depuis décembre 2001, il partageait la vie de l'actrice américaine, Rachael Leigh Cook, qu'il a épousé en août 2004.
Ils ont deux enfants : une fille, prénommée Charlotte Easton (née le 28 septembre 2013), et un garçon, prénommé Theodore Vigo Sullivan (né le 4 avril 2015),,. 
En juin 2019, le couple annonce leur séparation, ainsi que leur divorce mais affirme qu'ils restent en bons termes.
Le 30 avril 2021, il poste une photo sur Instagram annonçant qu’il est en couple avec l’actrice Julia Misaki.
Il a également demandé la main de sa compagne Julia Misaki en Août 2025

## Carrière
Il commence sa carrière en 1999 lors d'un épisode d'Hercule contre Arès avec Ryan Gosling. L'année suivante, il obtient un rôle important dans la série néo-zélandaise Street Legal (en) pendant deux saisons.  
En 2010, il obtient le rôle d'Elijah Mikaelson dans la série dramatique/fantastique américaine Vampire Diaries, et ce jusqu'en 2013. Son personnage réapparaît brièvement dans la cinquième saison de la série. De 2013 à 2018, il incarne ce même personnage dans The Originals - un spin-off de Vampire Diaries.

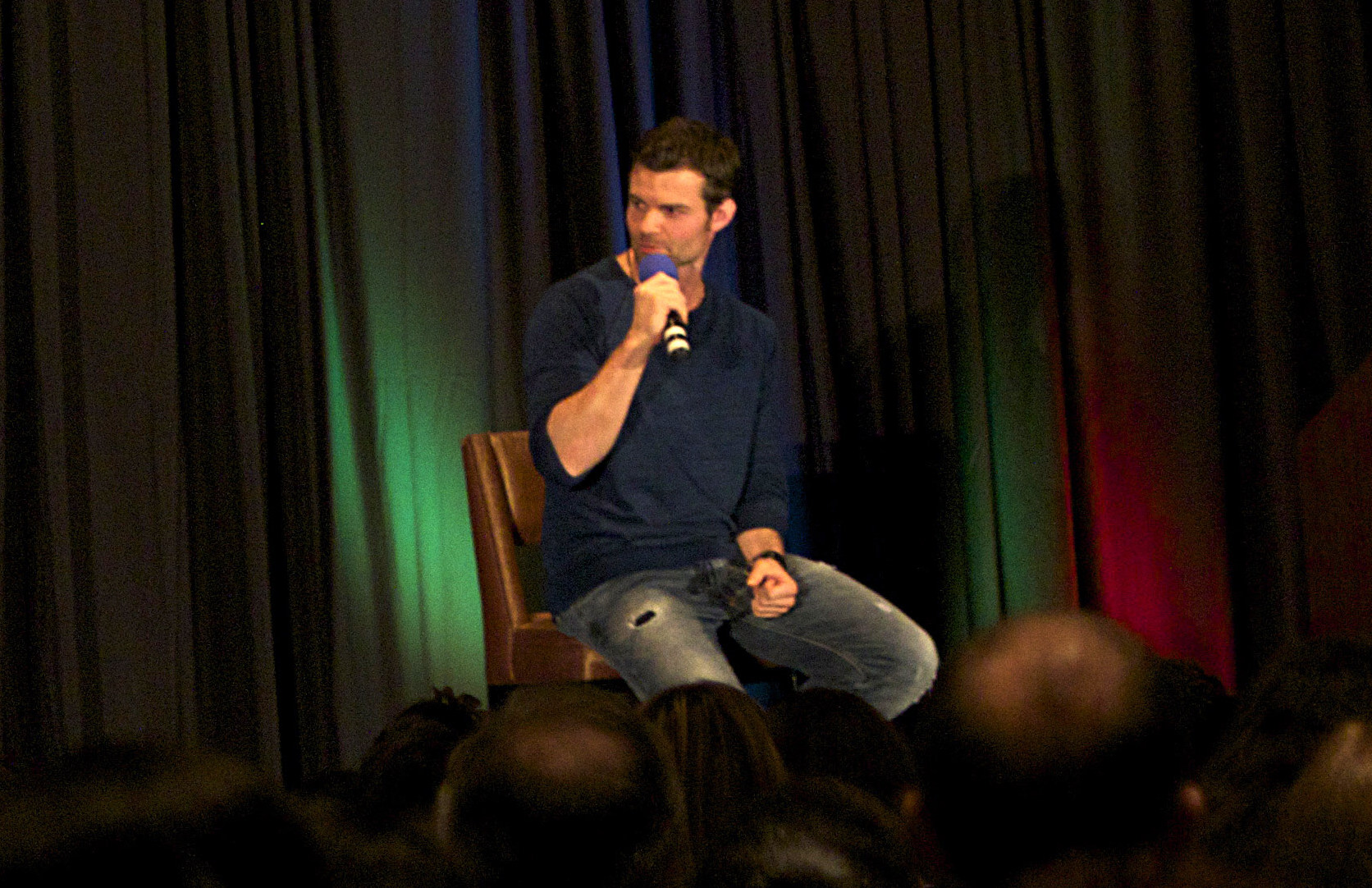
L'acteur en 2014.

En parallèle, il incarne le Dr Joel Goran, un personnage important de la série canadienne Saving Hope, de 2012 à 2015.
En 2012, il réalise son premier film Broken Kingdom, qu'il a écrit pendant cinq ans. Il est aux côtés de Kandyse McClure et Rachael Leigh Cook.
En 2019, il obtient le rôle récurrent de Mark Monroe dans la série dramatique,Virgin River créée par Sue Tenney et basée sur la série de livres Virgin River de Robyn Carr, disponible depuis le 6 décembre 2019 sur Netflix avec Alexandra Breckenridge et Martin Henderson.

## Filmographie

### Cinéma

#### Longs métrages
- 2001 : No One Can Hear You de John Laing : Dirk Mettcalfe
- 2002 : Various Positions d'Ori Kowarsky : Marcel
- 2004 : Spider-Man 2 de Sam Raimi : John Jameson
- 2004 : Coup de foudre à Bollywood (Bride and Prejudice) de Gurinder Chadha : Johnny Wickham
- 2004 : Trespassing de James Merendino : Mark
- 2006 : The Sensation of Sight d'Aaron J. Wiederspahn : Dylan
- 2007 : Captivity de Roland Joffé : Gary Dexter
- 2008 : Uncross the Stars de Kenny Golde : Troy
- 2012 : Broken Kingdom de lui-même : Jason
- 2020 : Balade Meurtrière (Coming Home in the Dark) de James Ashcroft : Mandrake
- 2020 : Occupation : Rainfall de Luke Sparke : Commandant Hayes
- 2021 : Coming Home in the Dark : Mandrake
- 2025 : Shaman : Joel

#### Court métrage
- 2007 : Matters of Life and Death de Joseph Mazzello : Jimmy

### Télévision

#### Séries télévisées
- 1999 : Hercule contre Arès (Young Hercules) : Antos
- 2000 : Cleopatra 2525 : Un homme
- 2000 - 2003 : Street Legal (en) : Tim O'Connor
- 2002 : Jeremiah : Simon
- 2002 : Mentors : Le Roi Arthur
- 2005 : Into the West : Ethan Biggs
- 2006 : Les Maîtres de l'horreur (Masters of Horror) : Jack Miller
- 2010 : The Glades : Dave Rollins
- 2010 : True Blood : Jon
- 2010 : NCIS : Enquêtes spéciales (NCIS) : Major Peter Malloy
- 2010 - 2014 : Vampire Diaries : Elijah Mikaelson (rôle récurrent saisons 2 à 4, invité saison 5)
- 2012 - 2015 : Saving Hope, au-delà de la médecine (Saving Hope) : Dr Joel Goran
- 2013 - 2018 : The Originals : Elijah Mikaelson (rôle principal)
- 2017 : SEAL Team : Nate Massey
- 2019 - 2021 : Virgin River : Mark Monroe

#### Téléfilms
- 2017 : Robert Durst a-t-il tué sa femme?(The Lost Wife of Robert Durst) d'Yves Simoneau : Robert Durst